# Dieudonné Smets
Dieudonné Smets (Heure-le-Romain, 17 d'agost de 1901 - Oupeye, 29 de novembre de 1981) va ser un ciclista belga que fou professional entre 1926 i 1937.
El seu èxit esportiu més important fou la Lieja-Bastogne-Lieja de 1926.

## Palmarès
- 1926
  - Campió de Bèlgica en ruta, categoria independents
  - 1r a la Lieja-Bastogne-Lieja